# 非洲海豹屬
非洲海豹屬（學名：Afrophoca）為已滅絕的鰭足類，生存於中新世。非洲海豹的化石發現於利比亞，是僧海豹的近親。